# Kvílice

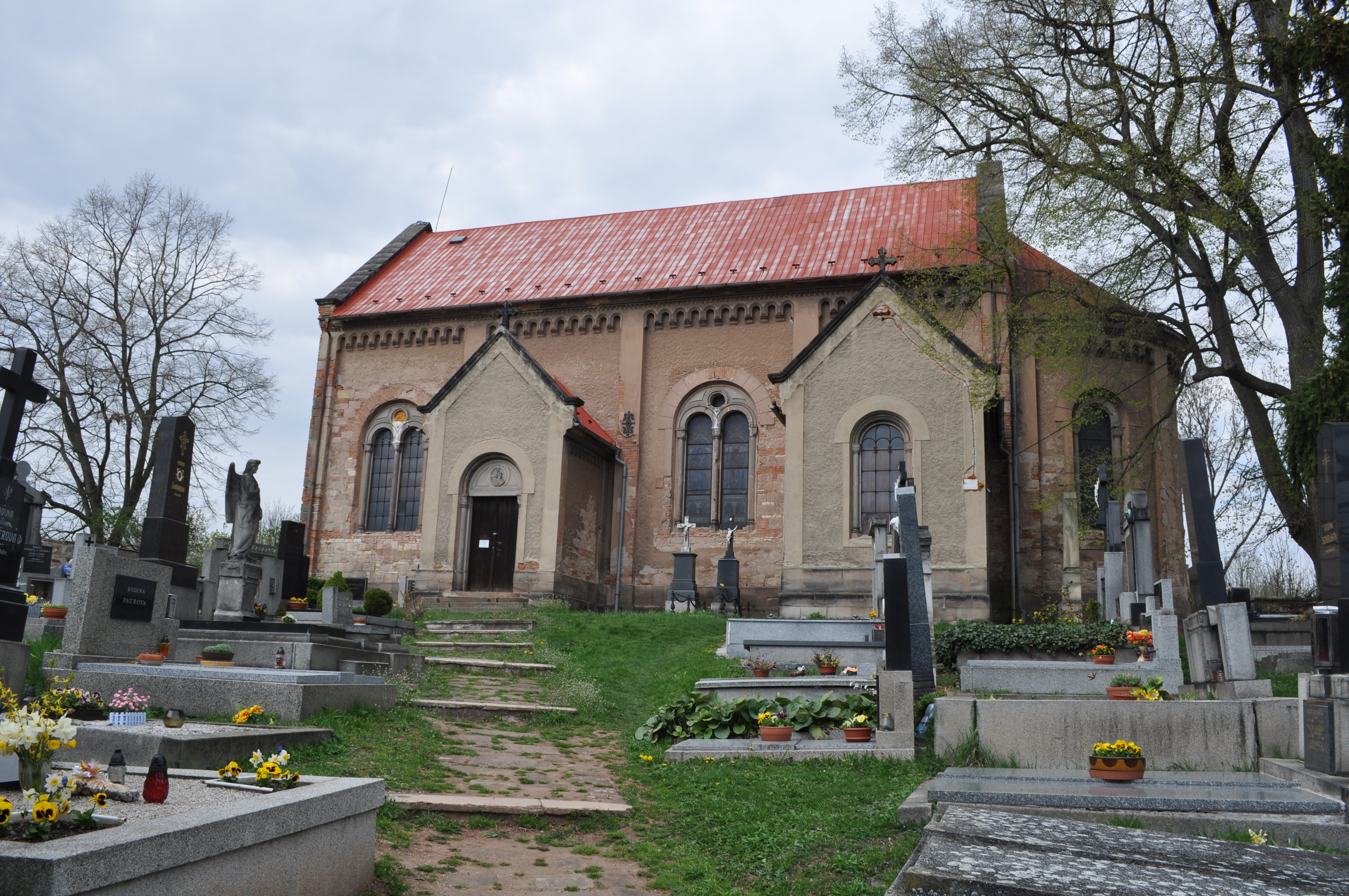
St. Veit-Kirche (2011)

Kvílice (deutsch: Kwillitz, früher auch Dreiglocken) ist eine Gemeinde im Bezirk Kladno der Tschechischen Republik. Das Dorf liegt sieben Kilometer nordwestlich von Slaný in der Mittelböhmischen Region.

## Geschichte
Erstmals erwähnt wurde der Ort im Jahre 1352. Im Jahre 2016 hatte er 81 Einwohner.